# 제1산악사단 (독일 국방군)
제1산악사단(독일어: 1.Gebirgs-Division)은 독일 국방군에서 산악 작전을 위한 유일한 부대로 1935년 6월에 창설되어 단대호 없이 존재했던 산악 여단(독일어: Gebirgsbrigade 또는 독일어: Gebirgs-Brigade)을 근간으로 하여 4월에 창설되었다. 창설 직후에는 단대호가 없었지만, 제1차 세계 대전 당시 산악 지대에서 산악부대의 활약상을 재인식하여 새로운 종류의 보병사단 시리즈를 시작한다는 의미로 단대호로 "1"이 주어졌다. (에르빈 롬멜도 산악부대에서 싸웠다).

## 부대 역사
제1산악사단은 기존 산악 여단을 1938년 4월 9일에 개편하여 창설되었다. 이 산악여단은 1935년 독일이 재무장을 선언하면서 창설된 유일한 산악부대였다. 이 부대는 제1차 세계 대전 당시 독일, 오스트리아, 이탈리아의 산악전 전통을 계승했는데, 제1차 세계 대전 종전 후 바이마르 공화국에서 이때의 전투 기록을 보관하고 핵심요원들로 소규모 산악부대를 유지하고 있었던 덕분에 재무장 선언과 함께 여단급 부대로 확충될 수 있었다. 제1산악사단은 이 산악 여단을 기반으로 확대/개편한 것이다.
제1산악사단은 폴란드 침공전과 프랑스 전투에서 참전했고, 영국과 지브랄타 공격에 동원될 예정이었으나, 두 작전 모두 취소되었다. 1940년 가을에는 1개 연대가 5 산악 사단 창설을 위해 차출되기도 했다. 1941년 봄, 제1산악사단은 발칸 전역에 참전했으며, 바르바로사 작전을 위해 남부집단군으로 새복되었다. 1942년, A 집단군 산하로 코카서스 점령작전에 참가했지만, 실패하였다. 1943년, 몬테네그로와 그리스로 철수한 제1산악사단은 점령지 임무와 빨치산 토벌작전에 동원되었고, 1944년 말, 헝가리의 최전선으로 복귀했다.
폴란드에서 펼쳐진 9월 전역 동안 제1산악사단은 Przemyśl 시에서 유대인 검거 및 처형을 포함하여 시민을 상대로 한 잔학행위에 가담했다. 이것은 사단의 사진 앨범에도 나와 있다. 사진은 여기에서 찾을 수 있다 보관됨 2007-03-11 - 웨이백 머신
1943년 9월, 이탈리아가 연합군으로 돌아서자 (이탈리아는 9월 3일 항복하였고, 이후 독일에 선전포고하였다), 제1산악사단은 그리스의 케파놀리아 섬에서 5,300명 가량의 이탈리아 군인들 학살에 관여하였다. 
전쟁이 끝나자, 제1산악사단은 오스트리아에서 미군에 항복하였다.

## 역대 지휘관
- 산악병대장 루트비히 퀴블러 (1939년 9월 1일 – 1940년 10월 25일)
- 산악병대장 후베르트 란츠 (1940년 10월 25일 – 1942년 12월 17일)
- 발터 스테트너 리터 폰 그라프호펜 중장 (1942년 12월 17일 – 1944년 10월 18일)
- 아우구스트 비트만 소장 (1944년 10월 18일 – 1944년 12월)
- 요제프 퀴블러 중장(1944년 12월 27일 – 1945년 3월 10일)
- 아우구스트 비트만 중장 (1945년 3월 17일 – 1945년 5월 8일)

## 부대 편제

### 1939
- 제98산악보병연대
  - 3개의 대대
- 제99산악보병연대
  - 3개의 대대
- 제100산악보병연대
  - 3개의 대대
- 제4대전차대대
- 제79산악포병연대
  - 4개의 대대
- 제54통신대대
- 제54공병대대
- 제54보급부대
- 보조부대

### 1941
- 제98산악보병연대
  - 3개의 대대
- 제99산악보병연대
  - 3개의 대대
- 제54야전의무대대
- 제44대전차대대
- 제79산악포병연대
  - 4개의 대대
- 제54통신대대
- 제54공병대대
- 제54보급부대
- 보조부대

### 1943
- 제98산악보병연대
  - 3개의 대대
- 제99산악보병연대
  - 3개의 대대
- 제44대전차자주포대대
- 제79산악포병연대
  - 4개의 대대
- 제54산악엽병대대
- 제54정찰대대
- 제54산악통신대대
- 제79산악야전의무대대
- 제54산악공병대대
- 제54산악짐말대대
- 제54보급부대
- 보조부대

## 기사십자장 수훈자
| 연도   | 날짜      | 이름                             |
| 1939년 | 10월 27일 | 루드비히 퀴블러                  |
| 1940년 | 7월 19일  | 미하일 푀싱거                    |
| 1940년 | 8월 5일   | 아돌프 자이츠                    |
| 1940년 | 9월 29일  | 한스 다우밀러                    |
| 1940년 | 11월 28일 | 앤톤 모잔들                      |
| 1940년 | 12월 21일 | 빌헬름 스핀들러                  |
| 1941년 | 7월 5일   | 헤르만 무글러                    |
| 1941년 | 8월 21일  | 알베르트 카이저                  |
| 1941년 | 8월 23일  | 루돌프 랑                        |
| 1941년 | 8월 31일  | 요제프 잘밍거                    |
| 1941년 | 9월 12일  | 프리드리히 헹스틀러              |
| 1941년 | 11월 15일 | 하랄트 히르쉬펠트                |
| 1941년 | 11월 18일 | 요제프 혜펠레                    |
| 1941년 | 11월 18일 | 에그베르트 피커                  |
| 1941년 | 12월 20일 | 페테르 그뤼블                    |
| 1941년 | 12월 20일 | 헤르만 크레스                    |
| 1942년 | 3월 31일  | 요제프 플라이쉬만                |
| 1942년 | 6월 27일  | 요한 바우어                      |
| 1942년 | 7월 20일  | 프란츠 도프                      |
| 1942년 | 11월 6일  | 발터 코프                        |
| 1943년 | 1월 30일  | 카를 랄                          |
| 1943년 | 4월 23일  | 발터 쉬테트너 리터 폰 그라벤호펜 |
| 1944년 | 12월 9일  | 알로이스 아이슬                  |
| 1944년 | 12월 26일 | 발터 횔츠                        |
| 1945년 | 2월 1일   | 하인리히 빌링거                  |
| 1945년 | 2월 10일  | 게오르그 아우덴리트              |
| 1945년 | 5월 9일   | 지그문트 괼러                    |
| 1945년 | 5월 9일   | 하인츠 그로트                    |
| 1945년 | 6월 1일   | 카를 아이스그루버                |
| 1945년 | 6월 1일   | 마티아스 스타를                  |
| 1945년 | 6월 1일   | 헬무트 푀그틀레                  |

## 같이 보기
- Pipes, Jason. "1.Gebirgs-Division".
- Wendel, Marcus (2004). "1. Gebirgs-Division".
- "1. Gebirgs-Division". German language article at www.lexikon-der-wehrmacht.de.